# Pygospila
Pygospila és un gènere d'arnes de la família Crambidae descrita per Achille Guenée el 1854.

## Taxonomia
- Pygospila bivittalis Walker, 1866
- Pygospila costiflexalis Guenée, 1854
- Pygospila cuprealis Swinhoe, 1892
- Pygospila hyalotypa Turner, 1908
- Pygospila imperialis Kenrick, 1907
- Pygospila macrogastra Meyrick, 1936
- Pygospila marginalis Kenrick, 1907
- Pygospila minoralis Caradja in Caradja & Meyrick, 1937
- Pygospila tyres (Cramer, 1779)
- Pygospila yuennanensis Caradja in Caradja & Meyrick, 1937